# ماهامودرا

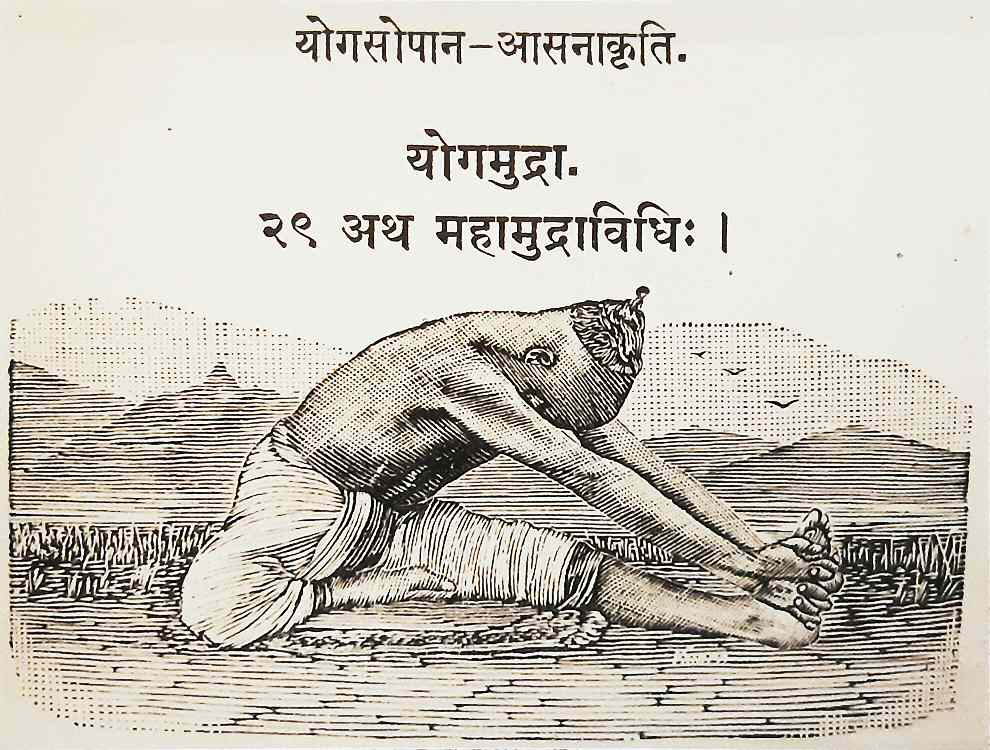
ماهامودرا توسط یوگی غامنده نمایش داده شد. حکاکی نیمه‌تون در کتاب یوگاسوپانا پورواکاتوسکا در سال ۱۹۰۵

ماهامودرا یک حرکت هاتا یوگا (مودرا) است که هدف آن بهبود کنترل بر پتانسیل جنسی است. پتانسیل جنسی، مرتبط با آپانا، در فرایند بیداری انرژی معنوی خفته (کوندالینی) و دستیابی به قدرت‌های معنوی (سیدی) ضروری است.

## اجرا
پاشنهٔ پای چپ را به عجان (واژن) (میان‌دوراه) فشار دهید، پای راست را مستقیم کنید و با دست‌ها پای کشیده شده را محکم بگیرید.
با قفل کردن گلو و حبس تنفس، پرانا مستقیم صعود می‌کند، دقیقاً مانند ماری که با عصا ضربه خورده‌است.

## اثر
کندالینی شاکتی یک باره راست می‌شود. آنگاه وقتی شاکتی به سوشومنا وارد می‌شود، هر دو (آیدا و پینگالا) فاقد نیرو و حیات می‌شوند.

## هاتا یوگا پرادیپیکا

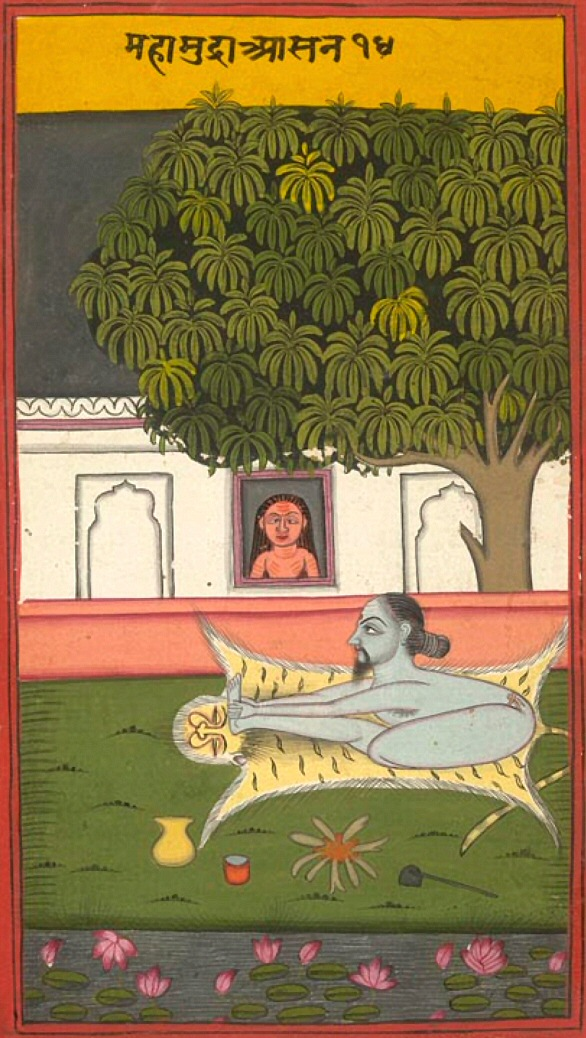
ماهامودرا در جوگا پرادیپیکا

اگر چه ماها مودرا جزء تکنیک‌های هاتا یوگا است، یکی از تمرینات کریا یوگا نیز به‌شمار می‌آید.